# 朱霖 (1920年)
朱霖（1920年2月16日—2021年4月12日），原名文佩卿，女，山西孝义人，中华人民共和国政治人物，曾任中华全国妇女联合会常务委员，中华人民共和国外交部政治部副主任。

## 生平
朱霖原名文佩卿，1920年2月出生于山西省孝义县司马村（现属孝义市振兴街道），其名字由二爷爷文天龄所起。其曾祖母带着三个儿子从外村迁至司马村，为张家五宅当女佣。文佩卿的祖父租种张家田地，冬天挑担卖酱、醋，二爷爷则求张家介绍到北京琉璃厂当学徒，省吃俭用在孝义置买微薄田产，自己没有子女，将文佩卿的父亲、二叔、四叔也领到琉璃厂做学徒。
文佩卿20世纪30年代初从孝义迁居汾阳，1935年高小毕业后投奔在太谷铭贤中学任教的三叔文广华，到孔祥熙创办的铭贤中学就读，并在学校女生部主任徐焕之的影响下开始接触抗日救亡思想。1937年7月底至8月初，文佩卿在同学石玉瑛介绍下加入中华民族解放先锋队，同年其三叔被学校解聘，导致学费无以为继，文佩卿于1937年9月加入抗日宣传队，1937年12月被调到八路军129师独立支队宣传科，1938年1月加入中国共产党。
1938年底，文佩卿到李雪峰任校长的太行区委党校学习，因其所在的高级班有在國民革命軍工作的共产党员，学员需改名换姓，文佩卿遂出于“想跟朱德总司令同姓”和“希望普降红色及时雨”的愿望更名为朱霖。1939年，朱霖与时任晋冀豫军区政委黄镇相识，该年9月在武乡县东堡村结婚，婚前曾表示自己“婚后要坚持工作，不做首长的老婆闲在家里”。
1941年6月，朱霖被调到129师组织部担任干部科营级干事，后任太行军区组织部干部副科长。1947年被提拔为团职干部，1948年随黄镇调到位于平山县的中央军委总政治部，1949年4月赴北平。该年年底，中央人民政府外交部选派十余名将军担任驻外使节，黄镇位列其中，朱霖随黄镇到外交部报到时起初并不情愿，同为“将军大使”的袁仲贤以“演戏”作喻将朱霖说服。1950年7月，朱霖随已任中华人民共和国首任驻匈牙利大使的黄镇赴布达佩斯，开始外交生涯。
朱霖抵达匈牙利后任中国驻匈大使馆二等秘书，并参与使馆建设工作，1954年随黄镇转赴印度尼西亚，担任中国驻印尼使馆一等秘书，1961年5月回到中国任中华人民共和国外交部党委办公室副主任兼国外组组长，1964年中法建交后随黄镇出使法国，任中国驻法国大使馆对内政务参赞。1973年，中华人民共和国与美国商定在两国首都互设联络处，朱霖随黄镇赴美国华盛顿协助建立中华人民共和国驻美联络处，任政务参赞。
1977年随黄镇离任回国后，朱霖任外交部政治部副主任、部纪委副书记，同年任全国妇联执委常委。1982年9月30日离休，1988年开始撰写《大使夫人回忆录》，1991年出版。
2021年4月12日21时09分在北京医院逝世。

## 家庭
丈夫黄镇。育有7个子女，其中前四个（黄文、黄山、黄浩、黄河）生于太行山区。

## 延伸阅读
- 朱霖. . 北京: 世界知识出版社. 1991. ISBN 9787501203598.